# Strzelce Wielkie (gemeente)
De gemeente Strzelce Wielkie is een landgemeente in het Poolse woiwodschap Łódź, in powiat Pajęczański.
De zetel van de gemeente is in Strzelce Wielkie.
Op 30 juni 2004 telde de gemeente 4927 inwoners.

## Oppervlakte gegevens
In 2002 bedroeg de totale oppervlakte van gemeente Strzelce Wielkie 77,66 km², waarvan:
- agrarisch gebied: 82%
- bossen: 10%

De gemeente beslaat 9,66% van de totale oppervlakte van de powiat.

## Demografie
Stand op 30 juni 2004:
| Omschrijving                   | Totaal | Totaal | Vrouwen | Vrouwen | Mannen | Mannen |
| ------------------------------ | ------ | ------ | ------- | ------- | ------ | ------ |
| eenheid                        | aantal | %      | aantal  | %       | aantal | %      |
| inwoners                       | 4927   | 100    | 2496    | 50,7    | 2431   | 49,3   |
| bevolkingsdichtheid (inw./km²) | 63,4   | 63,4   | 32,1    | 32,1    | 31,3   | 31,3   |

In 2002 bedroeg het gemiddelde inkomen per inwoner 1191,83 zł.

## Plaatsen
Adamów, Andrzejów, Antonina, Anusin, Błota Kruplińskie, Dębowiec Mały, Dębowiec Wielki, Dębowiec-Kolonia, Dwór, Folwark, Górki, Kontrewers, Madera, Magdalenka, Marzęcice, Michałów, Mrowisko, Piekary, Pieńki Dębowieckie, Pod Górkami, Pod Lasem, Pomiary, Praca, Sierociniec, Skąpa, Stara Wieś, Strzelce Wielkie, Strzelce Wielkie-Kolonia, Wiewiec, Wiewiec Poduchowny, Wistka, Wistka-Kolonia, Wola Jankowska, Wola Wiewiecka, Za Górą, Zamoście, Zamoście-Kolonia.

## Aangrenzende gemeenten
Lgota Wielka, Ładzice, Nowa Brzeźnica, Pajęczno, Sulmierzyce